# San Vito di Cadore
San Vito di Cadore är en ort och kommun i provinsen Belluno i regionen Veneto i Italien. Kommunen hade 1 894 invånare (2018).